# Maurice Adriaens
Maurice Hubert Pierre Philippe (Maurice) Adriaens (Curaçao, 9 september 1962) is een voormalig Curaçaos politicus. Hij was meermalen minister van de Nederlandse Antillen en tussen 2003 en 2004 gevolmachtigd minister te Den Haag.

## Biografie
Maurice Adriaens werd op Curaçao geboren uit ouders die oorspronkelijk uit Limburg kwamen. Zijn vader, Jules Adriaens, was werkzaam in het beroepsonderwijs en was beeldend kunstenaar. Hij is een broer van Dominique Adriaens. Adriaens doorliep de middelbare school aan het Radulphus College te Willemstad. Na voltooiing van zijn studie tropische landbouw aan de Wageningen universiteit exploiteerde hij van 1994 tot 1998 rozenkwekerij Curaflor te Boca Samí. Aansluitend werkte hij bij de Curaçaose dienst Landbouw, Veeteelt en Visserij (LVV), waar hij zich onder meer bezighield met onderzoek naar nieuwe teelten voor de lokale boeren.
Adriaens was net uit de PAR gestapt toen hij in 1998 door de FOL werd gevraagd als minister van verkeer en vervoer. Als lid van het kabinet-Pourier III was zijn belangrijkste doelstelling de verlaging van de vliegtarieven tussen Nederland en de Antillen. Dit doel werd gehaald met de komst van de KLM-concurrenten Air Holland en de Dutch Caribbean Airlines. Ook de internationale telefoontarieven gingen onder zijn bewind omlaag. In 2001 trad hij af omdat hem werd verweten al te voortvarend een besluit te hebben getekend over landingsrechten voor een buitenlandse luchtvaartmaatschappij. Adriaens werd na Anthony Godett de tweede man van de FOL-partij en vervulde de functie van vice-voorzitter. Tijdens het kabinet-Louisa-Godett was hij gevolmachtigd minister te Den Haag van 2003 tot 2004. Hij werd vervolgens gekozen tot lid van de Eilandsraad van Curaçao en lid van de Staten van de Nederlandse Antillen. Bij het toetreden van de FOL tot de regeringscoalitie in 2007 werd Adriaens benoemd tot minister van toerisme en telecommunicatie in het kabinet-de Jongh-Elhage I. Hij verliet de actieve politiek na zijn aftreden begin 2010.
In 2010 werd Adriaens voor de duur van vijf jaar aangesteld als directeur van Curaçao Airport Holding (CAH), de houdstermaatschappij van de Curaçao International Airport. Hierna verhuisde hij naar Bonaire, waar hij begin 2016 startte als  directeur van het Bonaireaanse toeristenbureau (TCB). Hij zette zich in voor het doorontwikkelen van het cruisetoerisme naar Bonaire en trad op als projectleider van het duurzaamheidsprogramma "Blue Destination", gebaseerd op het concept van een blauwe economie. Sedert 2019 is hij werkzaam bij de directie Ruimte & Ontwikkeling van het Openbaar lichaam Bonaire, waar hij verantwoordelijk is voor landbouw, veeteelt en visserij.